# Route métropolitaine 902 (Toulouse Métropole)
Pour les articles homonymes, voir Route 902 et Route départementale 902.
Dans Toulouse Métropole, la route métropolitaine 902 ou M 902 (anciennement route départementale 902 (D 902)), communément appelée Voie lactée, est une route métropolitaine reliant l'A621 au niveau de l'aéroport de Toulouse-Blagnac à la commune de Beauzelle. Elle est intégralement en voie rapide à 2x2 voies et a le statut de route à accès réglementée.

## Tracé
- Échangeur entre A621 et D902
- 902.1: Blagnac, Grand Noble
- 902.2: Cornebarrieu, Cadours, centre commercial
- 902.3: ZAC Andromède, ZAC AéroConstellation
- 902.4: Beauzelle, Seilh, Garossos
- 902.5: Mondonville, Aussonne, N224
- Carrefour giratoire entre D902 et M924

## Futur

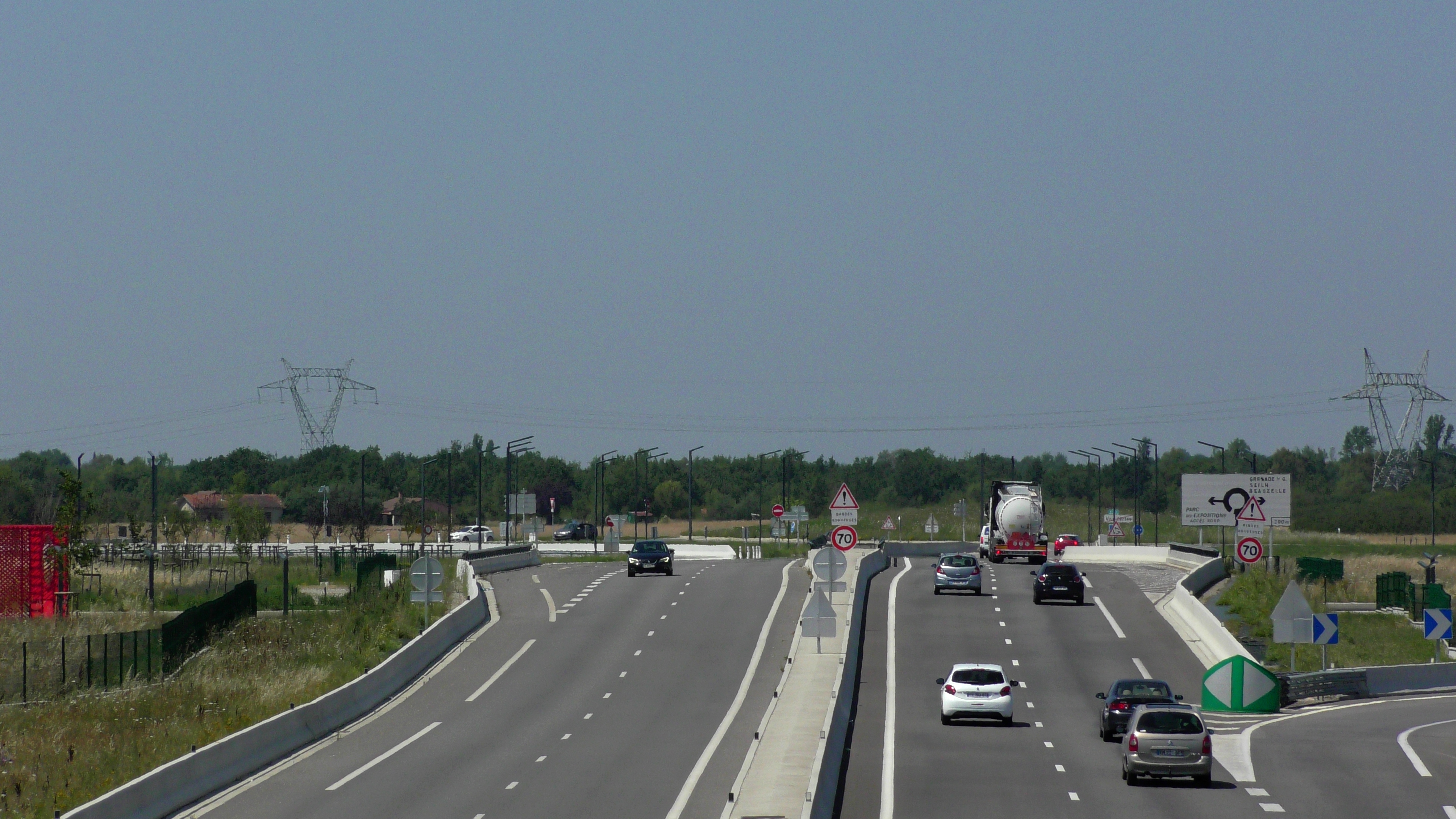
La voie a été prolongée de quelques centaines de mètres pour desservir le nouveau Parc des expositions.

Il a été envisagé par le passé de la prolonger jusqu'à l'entrée de Grenade au nord, voire de la connecter à l'A62, mais ce projet ne semble plus d'actualité.
Il est envisagé de prolonger la Voie Lactée jusqu'à Saint-Jory et l'A62, via un nouveau franchissement de la Garonne, avant 2030. En lien avec le prolongement de la Rocade Arc-en-Ciel vers l'A64, ce projet permettra à son achèvement de contourner Toulouse par l'Ouest, de l'A64 à l'A62, sans passer par le périphérique Ouest (A620).